# Rhynchospora davidsei
Rhynchospora davidsei är en halvgräsart som beskrevs av William Wayt Thomas. Rhynchospora davidsei ingår i släktet småag, och familjen halvgräs.
Artens utbredningsområde är Panamá. Inga underarter finns listade i Catalogue of Life.